# Revuelta de Ilinden-Preobrazhenie

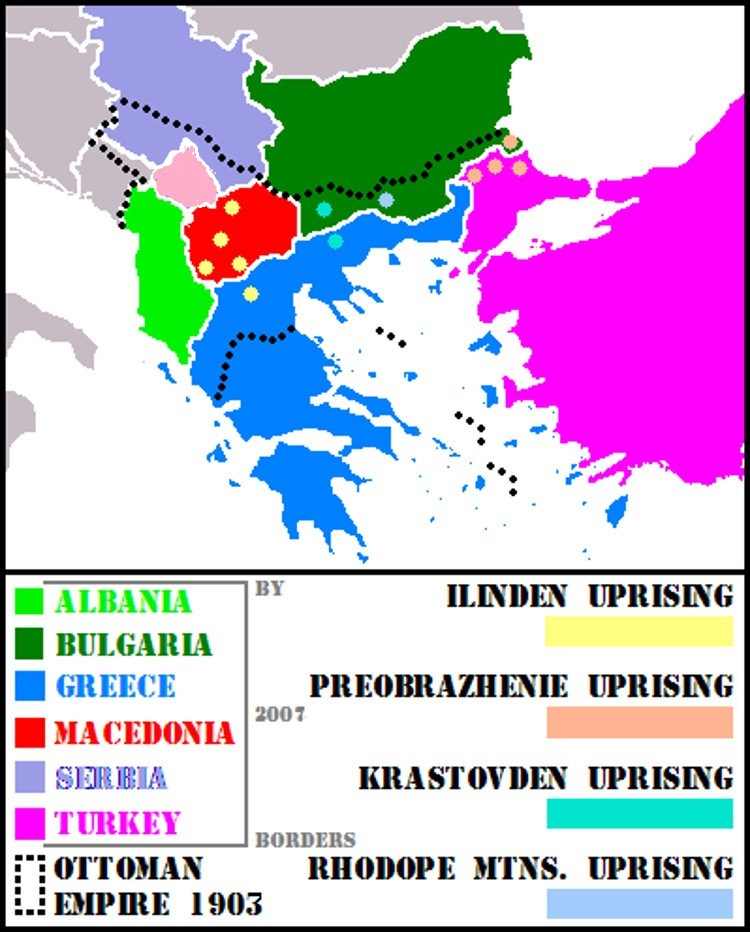
Mapa del levantamiento en las regiones de Macedonia y Tracia. Las fronteras actuales son visibles, junto con las fronteras otomanas en aquel momento.

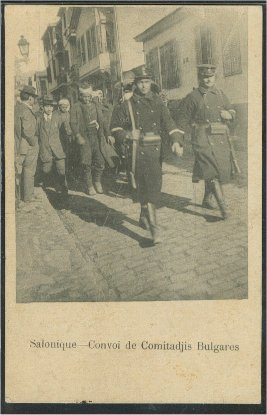
Activistas búlgaros capturados por el ejército otomano.

La Revuelta de Ilinden (en búlgaro: Илинденско-Преображенско въстание, Ilindensko-Preobrazhensko văstanie; en macedonio: Илинденско востание, Ilindensko vostanie, en griego: Εξέγερση του Ίλιντεν, Eksegersi tou Ilinden) fue un levantamiento organizado contra el Imperio otomano y liderado por la Organización Interna Revolucionaria de Macedonia. El propósito inicial de esta contienda era la creación de una nación macedonia libre del régimen del Imperio otomano. 
La insurrección comenzó en la noche del 2 de agosto de 1903 en el Valiato de Monastir —actualmente en el norte de Grecia y el centro y sur de Macedonia del Norte— en la población de Smilevo. Al día siguiente, los rebeldes se apoderaron de la ciudad de Kruševo y establecieron un gobierno provisional conocido como la República de Kruševo; dirigido por el profesor Nikola Karev. 
Esta revuelta movilizó al ejército del Imperio otomano hacia la región de Macedonia, compuesto por 167.000 soldados de infantería y 3.700 de caballería con el propósito de reprimir la sublevación. 
El 9 de agosto del mismo año, el ejército otomano logró ocupar Smilevo y tres días después, sofocó  la insurrección con la toma de Kruševo, centro del gobierno provisional de los rebeldes. 
En respuesta al contraataque otomano, el 19 de agosto se produjo una segunda rebelión en el Valiato de Adrianópolis por un grupo de rebeldes búlgaros, conocida como la Revuelta de Preobrazhenie (esta última palabra significa transfiguración en búlgaro). El éxito de este segundo levantamiento logró establecer un gobierno provisional por parte de los insurrectos en las montañas Strandzha, cerca de la costa del mar Negro, que se conoció como República de Strandzha. Los rebeldes fueron derrotados después de veintiséis días de resistencia al ataque del ejército otomano.
Las consecuencias de la victoria otomana fueron terribles para los búlgaros, así como para varios grupos étnicos cercanos, como los valacos. Durante la campaña otomana contra los rebeldes, murieron 8.816 personas, 200 aldeas fueron destruidas y más de 70.000 personas quedaron sin hogar.